# Исчезнувшие населённые пункты Республики Алтай
Исчезнувшие населённые пункты Республики Алтай — перечень прекративших существование населённых пунктов на территории современной Республики Алтай Российской Федерации.
В силу разных причин они были покинуты жителями, или включены в состав других населённых пунктов.

## История
По данным всесоюзной переписи населения 1926 года, в границах современного Алтайского края зафиксировано 5800 населенных пунктов.
В 2002 году — 1638 населенных пунктов, в 2010 году — 1616. За 8 лет упразднено 22 селения.
По данным Общероссийского классификатора территорий муниципальных образований на 1 января 2022 года в Алтайском крае 1605 населенных пунктов. С 2010 года упразднено 11 селений.
В ближайшие годы на грани упразднения свыше 200 населенных пунктов.
На 1 января 2022 года отсутствуют дети в 237 селениях; нет зарегистрированных жителей — 46.

## Перечень
В перечень включены названия, статус, административно-территориальная принадлежность населённых пунктов согласно законодательному акту об упразднении.